# Rémi Oudin
Rémi Oudin (Châlons-en-Champagne, 18 de noviembre de 1996) es un futbolista francés que juega de delantero en la U. C. Sampdoria de la Serie B.

## Trayectoria
Comenzó su carrera deportiva en el Stade de Reims II, hasta su debut en el primer equipo en 2016, estando el Reims en la Ligue 2.
En 2018 consigue el ascenso con el Reims a la Ligue 1, convirtiéndose en uno de los jugadores revelación de la temporada 2018-19 en la máxima categoría del fútbol francés.
En el mercado de invierno de la temporada 2019-20 fichó por el Girondins de Burdeos. Marcó nueve goles en 81 partidos antes de ser cedido a la U. S. Lecce a finales de agosto de 2022. Un año después regresó a este equipo tras llegarse a un acuerdo para su traspaso.
El 24 de enero de 2025 fue prestado con opción de compra a la U. C. Sampdoria.

## Clubes
| Club                     | País    | Año       |
| ------------------------ | ------- | --------- |
| Stade de Reims II        | Francia | 2014-2016 |
| Stade de Reims           | Francia | 2016-2020 |
| Girondins de Burdeos     | Francia | 2020-2023 |
| U. S. Lecce (cedido)     | Italia  | 2022-2023 |
| U. S. Lecce              | Italia  | 2023-act. |
| U. C. Sampdoria (cedido) | Italia  | 2025-act. |